# Rhapsodie pour violon et orchestre no 2 de Bartók
 (février 2024).
Si vous disposez d'ouvrages ou d'articles de référence ou si vous connaissez des sites web de qualité traitant du thème abordé ici, merci de compléter l'article en donnant les références utiles à sa vérifiabilité et en les liant à la section « Notes et références ».
La Rhapsodies pour violon et orchestre no 2, Sz. 90, est une œuvres de Béla Bartók, écrite en même temps que la Rhapsodie pour violon et orchestre no 1 en 1928. Celle-cia été en outre révisée en 1944.
L'œuvre concertante pour violon et orchestre de Bartók comprend, outre ces deux pièces, deux concertos pour violon. Ces rhapsodies sont écrites chronologiquement entre son premier et son second concerto pour piano. Elles sont composées initialement pour violon et piano et sont orchestrées par la suite. Elles reprennent la forme de la csardas avec ses deux parties (lente et rapide).

## Contexte historique
Elle est dédiée au violoniste Zoltán Székely. Elle sera par la suite transcrite pour piano et orchestre. L'œuvre est créée le 19 novembre 1928 à Amsterdam par le dédicataire et Geza Frid au piano. La première de la version orchestrale est faite dans cette même ville en janvier 1932 par le dédicataire, l'orchestre étant sous la direction de Pierre Monteux. Sa partition est reprise ensuite avec une nouvelle version en 1944. Son exécution demande environ 10 minutes.

## Réception
En 2009, elle est jouée au Théâtre des Arts de Rouen, avec Jane Peters au violon, parmi la Romance pour violon et orchestre d'Antonín Dvořák, le Chorale (orchestration de la Sequenza VIII) de Luciano Berio et la Symphonie no 9 de Franz Schubert. En 2010, c'est à l'Arsenal de Metz et à la cathédrale Notre-Dame de Laon qu'est donnée l'œuvre en concert, avec Nicolas Dautricourt au violon et l'Orchestre national de Lorraine, parmi les Danses hongroises de Johannes Brahms, la Rhapsodie hongroise no 2 de Franz Liszt, les Zigeunerweisen de Pablo de Sarasate, Tzigane de Maurice Ravel, la Rhapsodie roumaine no 1 de Georges Enesco et l'orchestration des Six Danses populaires roumaines de Béla Bartók. En 2011, elle est jouée au Palais de la musique et des congrès de Strasbourg par Gilles Apap et l'Orchestre philharmonique de Strasbourg. Le violoniste rejoue l'œuvre en 2016 à Paris avec l'Orchestre Pasdeloup.